# Mammillaria aureilanata
La biznaga de lana blanca o biznaga de lana dorada (Mammillaria aureilanata) es una planta de la familia de las cactáceas (Cactaceae) del orden Caryophyllales. La palabra Mammillaria viene del latín ‘mam[m]illa’ pezón o teta y de ‘aria’ que posee, lleva, es decir, cactáceas con mamilas. La palabra latina ‘aureilanata’ es por las palabras ‘aureus’ amarillo y ‘lanatus’ lana es por sus espinas. Es endémica de México.

## Descripción
Es una planta simple, esférica de unos 7.5 cm de diámetro por 7.5 cm de altura, el ápice ligeramente hundido. Los tubérculos son de color verde oscuro brillante de 1 cm de largo y 7 mm de ancho en la base, cilíndricos y con la punta hacia arriba. Las areolas son redondas y desnudas, de hasta 1 mm de diámetro. Espinas de 25 a 30, acomodadas en dos series divergentes; no hay indicios de espina central; de longitud variable hasta 1.5 cm, de color blanco translúcido, con aspecto amarillo dorado con el paso del tiempo; las puntas de las espinas terminan en forma de lana que recubre todo el cuerpo de la planta. Las axilas son desnudas.
Las flores campanuladas son de color verde en la base y la franja media verde purpúrea o color rosa claro con forma de embudo, de 3 cm de largo y 1.5 cm a 3cm de diámetro, apenas sobrepasando la lana. Filamentos de color blanco; anteras de color amarillo dorado.
El fruto es de cilíndrico a clavado, con forma de chilito, de 15 mm de largo por 4 a 6 mm de diámetro, de color rosa pálido.
Las semillas son ovales con perforaciones pequeñas (foveolos) y tienen de 1.2 mm de largo por 1.1 mm de nacho, de color negro.

## Distribución
Es endémica de la parte central del estado de San Luis Potosí en México, entre Cerritos y Villar.

## Hábitat
Es de ambiente terrestre. Se desarrolla de entre los  1400 a los 1900 m s. n. m., entre rocas calizas con vegetación de matorral xerófilo.

## Cultivo
Requiere un sustrato con buen drenaje, ligeramente arcilloso y rocoso, sobre todo en a superficie. Riego muy moderado. Se reproduce mediante semillas.

## Taxonomía
Mammillaria aureilanata fue descrita por Curt Backeberg y publicado en Beitrage zur Sukkulentenkunde und -pflege 1938: 13. 1938.

## Estado de conservación
La especie Mammillaria aureilanata se propone en Protección Especial (Pr) en el Proyecto de Modificación de la Norma Oficial Mexicana 059-2015. En la lista roja de la UICN se considera como En Peligro (EN). En CITES se valora en el apéndice II.  En el año de 2002, el número de total de individuos se calculó menor a 10,000 en un área de 250 km².